# Survirage

Illustration du survirage (trajectoire en rouge)

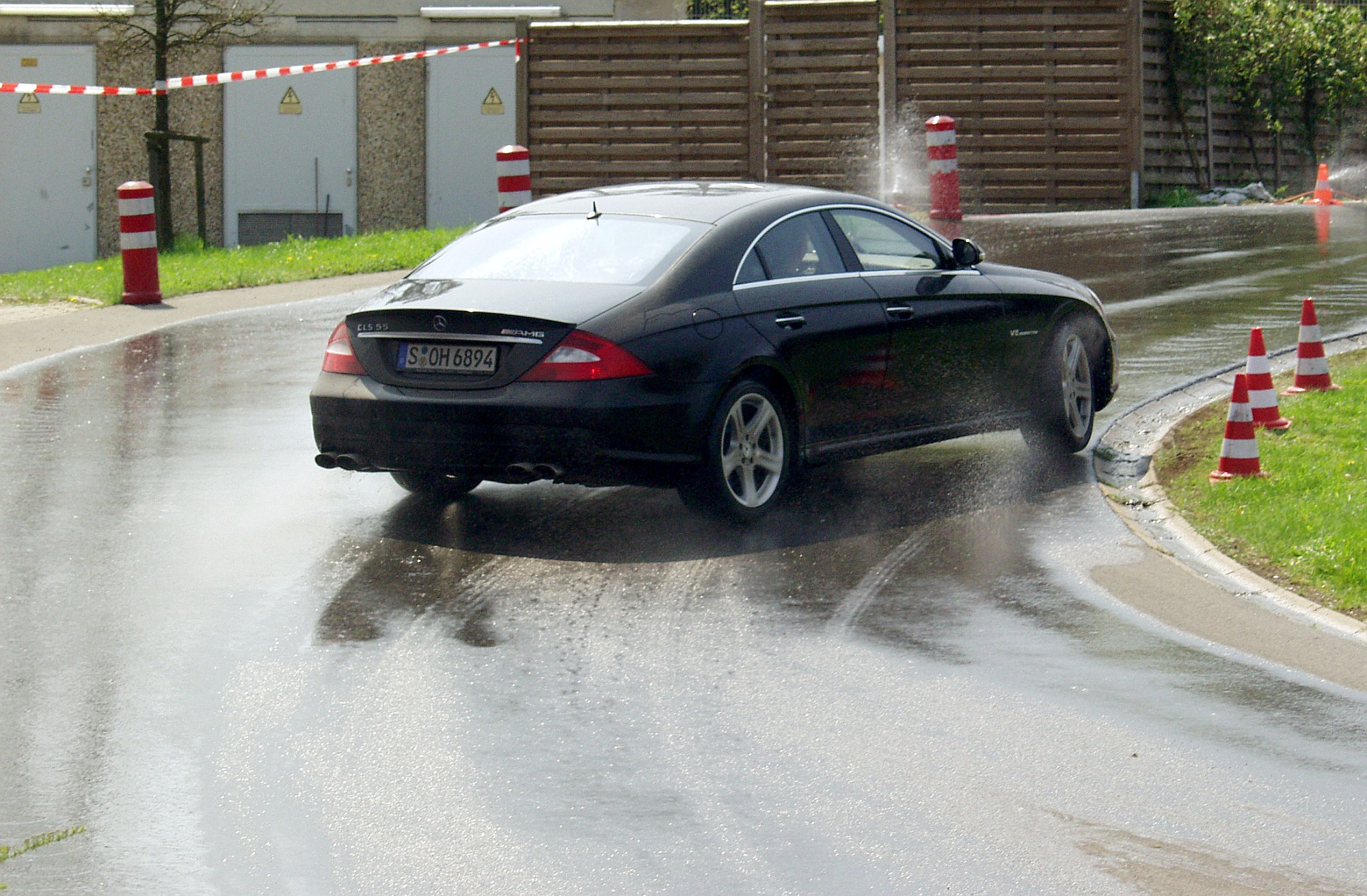
Une Mercedes-AMG en survirage sur voie mouillée.

On parle de survirage dans le domaine automobile lorsque le train arrière d'un véhicule a tendance à glisser en virage. Le changement de direction est alors affecté et doit être corrigé. C'est l'inverse du sous-virage, où c'est l'avant d'un véhicule qui a tendance à glisser. Le survirage affecte principalement les véhicules à propulsion.

## Principe
Le véhicule dérape par les roues arrière, dans les cas extrêmes, la voiture fait un tête-à-queue.
Ce phénomène s'explique souvent par une accélération trop violente ou trop précoce en courbe. En effet, la bonne tenue de la trajectoire d'une voiture tient à l'équilibre entre la force centrifuge qui s'applique à elle et la résistance de l'adhérence des pneus. Pour peu que l'accélération soit mal dosée, les pneus arrière ne parviennent pas à passer toute la puissance au sol et se mettent alors à patiner. En situation de glisse (voies glissantes), le train arrière n'a plus l'adhérence nécessaire pour s'opposer à la force centrifuge, il file à la dérive. La voiture part ainsi en dérapage avec le nez orienté vers l'intérieur du virage, elle vire trop par rapport à sa trajectoire initiale : elle « survire ».
La prédisposition d'une voiture au survirage dépend en grande partie de la position de son centre de gravité, car c'est sur lui que s'applique la force centrifuge.
Les véhicules populaires des années 60 qui ont repris l'implantation mécanique "tout à l'arrière" de la VW coccinelle (Renault 4CV, Dauphine, R8, Simca 1000, Skoda1000MB, Fiat 500, 600, 850…) étaient connus pour leur caractère survireur. Les versions course de ces véhicules utilisaient un carrossage négatif et des pneus arrière surdimensionnés pour augmenter la vitesse de passage en courbe, sans supprimer cependant les dérapages appréciés du public. Cependant, sur des voitures plus puissantes et plus lourdes comme la Tatra 603 ou la Chevrolet Corvair, le caractère survireur du "tout à l'arrière" devenait problématique. 

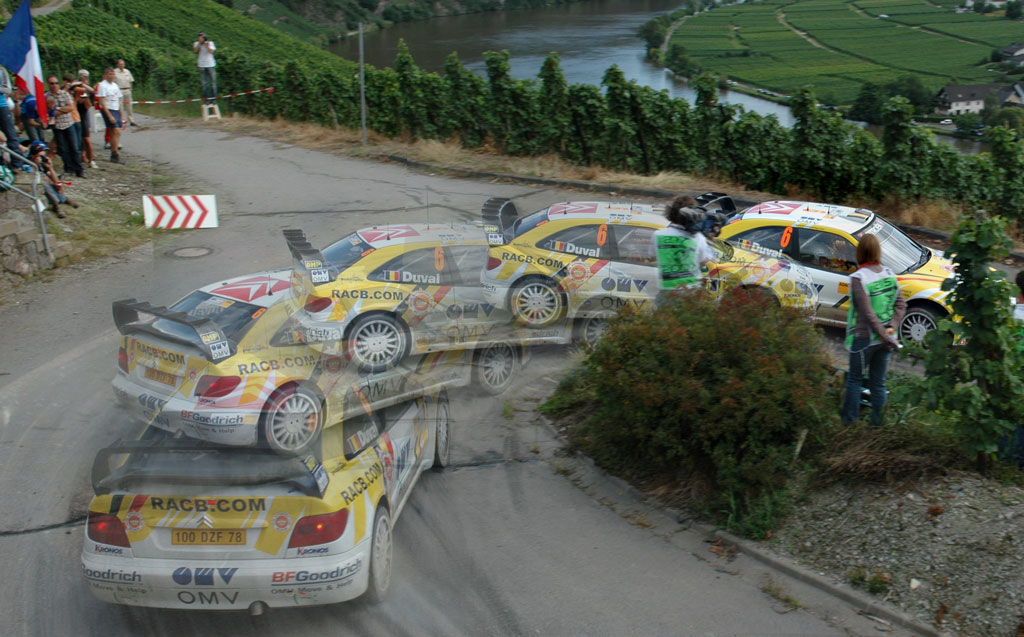
Passage d'une épingle en survirage (François Duval au Rallye d'Allemagne 2007).

En compétition, on peut altérer ses effets en modifiant la répartition du freinage (entre avant et arrière) et le gonflage des pneus, un châssis rigide et une suspension dure favorisent la glisse. Certains pilotes sur circuit aiment avoir une voiture survireuse, un léger survirage permettant de « placer » la machine en entrée de virage. En rallye, le survirage est souvent provoqué pour négocier les courbes, notamment les virages « lents » et en épingle des épreuves de montagne. La discipline du drift, elle, est basée sur l'usage même du survirage pour provoquer des glissades.

## Techniques de pilotage
On peut corriger un survirage en contre-braquant tout en gardant un filet de gaz afin de remettre la voiture en ligne. Un relâchement total de l'accélérateur ou un freinage accentuera le phénomène de survirage.
Pour provoquer un survirage, voir l'article sur le drift.